# 黃雲龍 (1894年)
黄云龙（1894年2月16日—1954年12月31日），字理澄，四川省合川縣人，中國愛國實業家、教育工作者，當選為行憲後第一屆國民大會代表。
與同學卢作孚等人共同創辦民生轮船公司（现民生集团的前身）、北川鐵路修築發起人之一。

## 生平
1894年2月16日出生於合川縣，祖父黃鼎元是私塾老師，父親黃石齋是中學國文、曆史老師。中學畢業後，他擔任過小學教師、勤學員、視學、四川省第五區省視學，任教育工作十年有余。
- 民國14年（1925年）10月，盧作孚牽頭，宣布創辦民生轮船公司，盧作孚任籌備處主任，黃雲龍等人任籌備委員。籌備處成立後，盧作孚與黃雲龍二人趕赴上海，訂購一艘造價3.5萬元、載重70噸的鋼質客輪，取名“民生”。[8]
- 民國15年（1926年）10月，民生轮船公司成立，盧作孚任總經理黃雲龍任協理兼物產部部長[2][3]；
- 民國16年（1927年）由民生轮船公司、益泰公司兩單位以盧作孚、黃雲龍、唐建章、何鹿蒿、賀容臣、李雲根、羅希孔7人為常務委員的32名籌備委員，作為修建北川鐵路的發起人，重組“北川民業鐵路股份有限公司”；[6]
- 民國17年（1928年）為確保北川鐵路順利實施，公司派李雲根、黃雲龍去上海聘請原膠濟鐵路總工程師守爾慈（丹麥人、鐵路設計專家）為北川鐵路總工程師。
- 民國20年（1931年）任民生轮船公司董事[2][3]；
- 民國22年（1933年）6月24日，天府煤礦礦股份有限公司經理 兼任 北川民業鐵路股份有限公司經理；
- 民國25年（1936年）8月，黃雲龍到湖南中興煤礦、安徽淮南煤礦、河南焦作中福煤礦等大礦考察回礦後，提出了 “非具有現代設備機城生産不可” 的改革天府意見書。[6]
- 民國27年（1938年）5月1日上午，天府礦業股份有限公司舉行成立大會，通過了新公司組織章程，確定名稱爲“天府礦業股份有限公司”，易“煤礦”爲“礦業”，以示新舊天府之別。同時選舉了第一屆董監人員，計選出盧作孚、杜扶東（中福公司經理）、李雲根（原天府公司董事）、文化成(原天府公司董事）、張藝耘（原北川鐵路公司董事）、貝力千（英商，原中福公司科長），貝安瀾(英商，原中福公司科長）、周村聲（原中福公司董事）、胡石青 （原中福公司 董事）等9人爲董事，張麗門（原中福公司監察、經濟部工礦調整處長）．趙資生(原天府公司董事），唐建章（原北川鐵路公司董事）等3人爲監察。同日下午召開第一屆第一次董監聯席會議，推選盧作孚爲董事長，經盧作孚提出聘請孫越崎爲總經理、黃雲龍爲協理，獲得通過。新公司資本總額爲法幣150萬元，中福公司以 其礦用器材設備作價及現金合計投資75萬元，占50%，其余部份由北川民業鐵路股份有限公司，天府礦業股份有限公司及民生轮船公司公司以財産作價投資。[6]
- 民國27年（1938年），嘉陵江三峽鄉村建設實驗區署自行組織諮詢機構鄉村設計委員會，由區長聘請何北蘅、盧作孚任正副主任，聘請黃雲龍、鄧少琴、張博和，盧爾勤、熊明甫，守爾慈(丹麥人，北川鐵路總工程師)等20餘人為委員[9]
- 民國36年（1947年）冬，參加四川省北碚区北碚管理區國大代表選舉當選。
- 1949年後，重慶總商會改組為重慶市工商業聯合會，任第一任主任委員[1]
- 1951-1954年，任天府礦業股份有限公司副總經理[6]

## 職務
四川省 第五區 省視學
1926年：民生轮船公司 協理 兼 物產部部長；
1931年：民生轮船公司 董事；；
1933年：天府煤礦礦股份有限公司 經理 兼任 北川民業鐵路股份有限公司 經理；
1938年5月：天府礦業股份有限公司 協理；
1947年：第一屆國民大會 代表
1949年：重慶市工商業聯合會 主任委員；
1951年4月：天府礦業股份有限公司 副總經理 等職；

## 參見

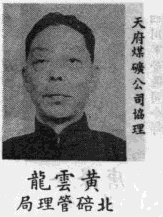